# Palame mimetica
Palame mimetica là một loài bọ cánh cứng trong họ Cerambycidae.